# Tetris 2
Tetris 2 (テトリスフラッシュ, Tetris Flash) est un jeu vidéo de puzzle développé par Nintendo R&D1 et édité par Nintendo, sorti en 1993 sur NES, Super Nintendo et Game Boy.

## Accueil
- Famitsu : 21/40 (NES)[1] - 23/40 (GB)[2]